# Wereldkampioenschappen moderne vijfkamp 2012
De wereldkampioenschappen moderne vijfkamp 2012 werden van 7 tot en met 13 mei 2012 gehouden in Rome, Italië.

## Medailles

### Mannen
| Onderdeel   | Goud | Goud                                         | Zilver | Zilver                                              | Brons | Brons                                          |
| ----------- | ---- | -------------------------------------------- | ------ | --------------------------------------------------- | ----- | ---------------------------------------------- |
| Individueel | RUS  | Aleksandr Lesoen                             | RUS    | Andrej Moisejev                                     | KOR   | Jung Jin-hwa                                   |
| Team        | RUS  | Aleksandr Lesoen Andrej Moisejev Ilja Frolov | ITA    | Nicola Benedetti Riccardo De Luca Pierpaolo Petroni | KOR   | Jung Jin-hwa Hwang Woo-jin Hong Jin-woo        |
| Estafette   | KOR  | Jung Jin-hwa Hong Jin-woo Hwang Woojin       | GER    | Delf Borrmann Alexander Nobis Stefan Kollner        | RUS   | Ilja Sjoegarov Maksim Koestov Aleksandr Savkin |

### Vrouwen
| Onderdeel   | Goud | Goud                                          | Zilver | Zilver                                     | Brons | Brons                                   |
| ----------- | ---- | --------------------------------------------- | ------ | ------------------------------------------ | ----- | --------------------------------------- |
| Individueel | GBR  | Mhairi Spence                                 | CHN    | Chen Qian                                  | GBR   | Samantha Murray                         |
| Team        | GBR  | Mhairi Spence Samantha Murray Heather Fell    | HUN    | Sarolta Kovács Leila Gyenesei Adrienn Tóth | CHN   | Chen Qian Zhang Ye Miao Yihua           |
| Estafette   | GER  | Lena Schöneborn Janine Kohlmann Annika Schleu | CHN    | Chen Qian Miao Yihua Zhu Wenjing           | GBR   | Kate French Katy Burke Katy Livingstone |

### Gemengd
| Onderdeel | Goud | Goud                             | Zilver | Zilver                              | Brons | Brons                  |
| --------- | ---- | -------------------------------- | ------ | ----------------------------------- | ----- | ---------------------- |
| Estafette | UKR  | Ganna Boerjak Oleksandr Mordasov | RUS    | Svetlana Lebedeva Maksim Koeznetsov | CHN   | Zhang Ye Cao Zhongrong |

### Medaillespiegel
| Plaats | Land                | Goud | Zilver | Brons | Totaal |
| 1      | Rusland             | 2    | 2      | 1     | 5      |
| 2      | Verenigd Koninkrijk | 2    | 0      | 2     | 4      |
| 3      | Duitsland           | 1    | 1      | 0     | 2      |
| 4      | Zuid-Korea          | 1    | 0      | 2     | 3      |
| 5      | Oekraïne            | 1    | 0      | 0     | 1      |
| 6      | China               | 0    | 2      | 2     | 2      |
| 7      | Hongarije           | 0    | 1      | 0     | 1      |
| 7      | Italië              | 0    | 1      | 0     | 1      |
| Totaal | Totaal              | 7    | 7      | 7     | 21     |